# 三氧化二锔
三氧化二锔是一种无机化合物，化学式为Cm2O3。锔能形成两种氧化物：三氧化二锔和二氧化锔（CmO2），其中前者更为常见。锔的氧化物都是固体，不溶于水但溶于无机酸。